# Пифон (вазописец)

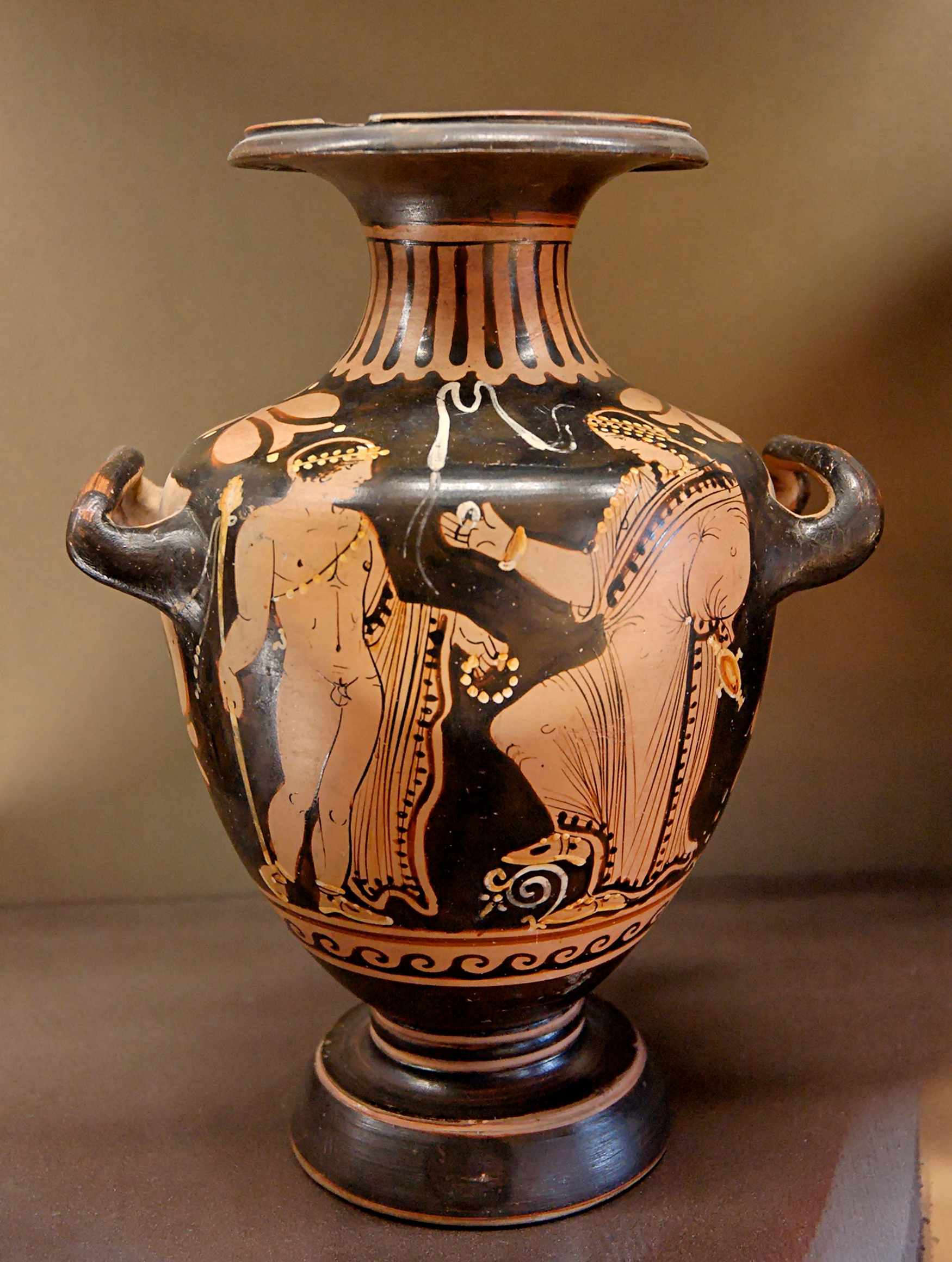
Гидрия с изображением сатира и женщины, Лувр

Пифон (др.-греч. Πύθων) — древнегреческий вазописец и гончар, работал в Пестуме в середине 4 века до н. э. в краснофигурной технике.
Считается учеником вазописца Астея, и хотя имел вполне индивидуальную технику, всё же придерживался декоративных принципов своего учителя, в частности использовал полихромию.
Пифон подписал две вазы и создал несколько крупных кратеров со сложными композициями, часто навеянными работами Астея. Однако работы Пифона отличаются ещё большей яркостью цветов, в том числе дополнительных, и ещё более частым использованием растительных орнаментов. Дополнительно Пифон использовал белый, жёлтый, красный, золотисто-жёлтые тона.

## Известные работы
- киликс-кратер N 3157 (K 33) с изображением Кадма, борющегося с драконом. Ныне хранится в Лувре[2].
- киликс: Дионис с тирсом, Лувр, экспонат K 364.
- колоколовидный кратер K 238: принесение козла в жертву, Лувр.
- гидрия с изображением сатира и женщины, экспонируется в Лувре[3].
- скифос с изображением танцующей менады, Британский музей, экспонат GR 1867.5-8.1171.
- кратер с изображением Ореста в Дельфах, Британский музей.
- колоколовидный кратер, подписанный мастером: Алкмена на погребальном костре, Британский музей[4].
- колоколовидный кратер: встреча Электры и Ореста, Национальный археологический музей Испании, Мадрид.